# Elsie Johansson

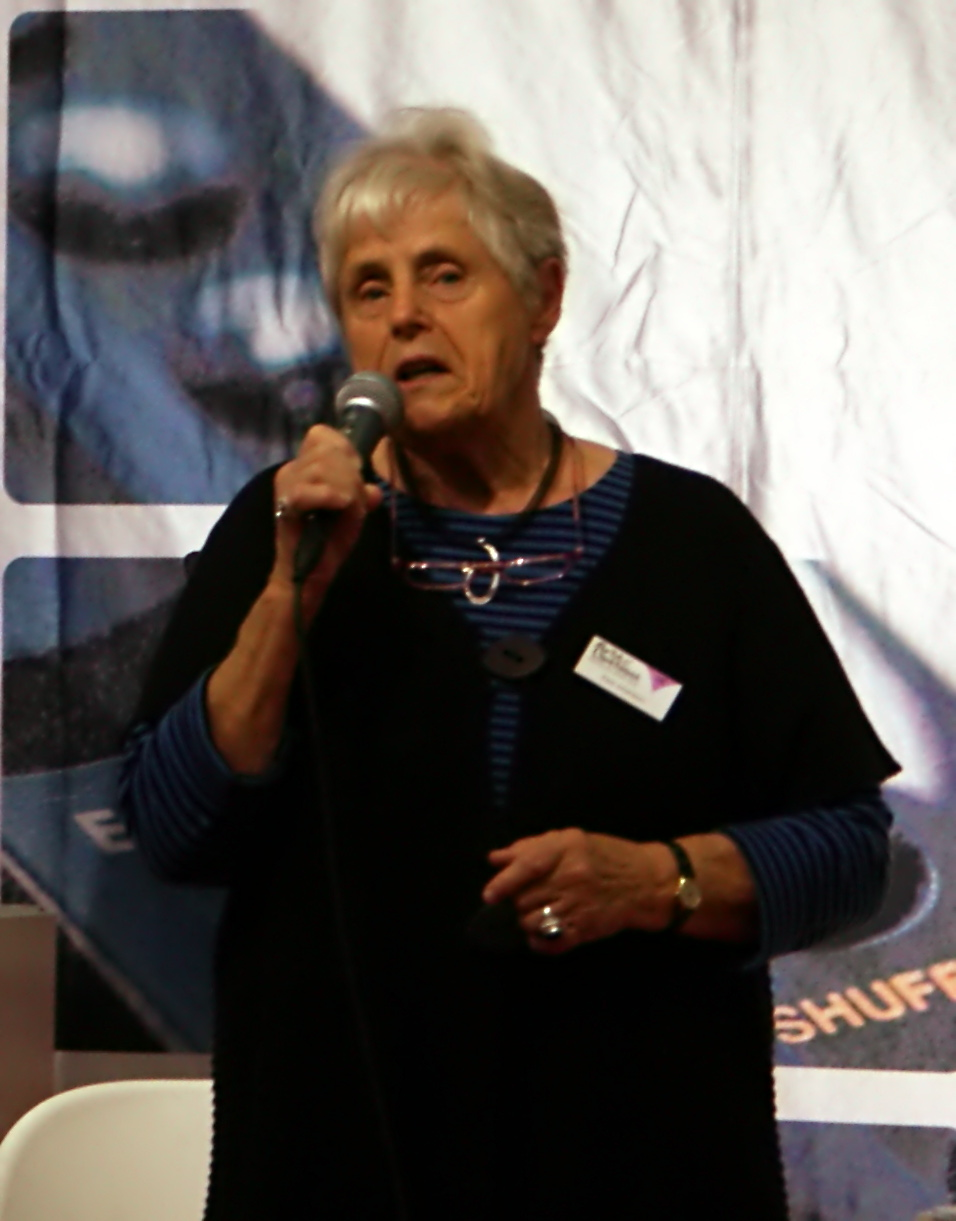
Elsie Johansson (2008)

Elsie Gunborg Johansson (* 1. Mai 1931 in Vendel, Schweden; † 15. Februar 2025) war eine schwedische Schriftstellerin.

## Leben
Elsie Johansson wurde als fünftes Kind eines Land-, Bau- und Waldarbeiters geboren. Mit ihrer Familie lebte sie in einer kargen Waldhütte, die später immer wieder Handlungsort ihrer Geschichten werden sollte. Nachdem sie 1948 ihren gymnasialen Abschluss in Uppsala gemacht hatte, begann sie bei der schwedischen Post zu arbeiten. Sie heiratete mit 18 und bekam mit 19 ihr erstes Kind. Nachdem sie 30 Jahre lang bei der Post gearbeitet hatte, debütierte sie 1979 mit dem Lyrikband Brorsan hade en vevgrammofon als Schriftstellerin. Ihr Romandebüt gab sie 1984 mit Kvinnan som mötte en hund.
Ihren großen Durchbruch feierte sie 2001 mit Nancy, der Geschichte über ein gleichnamiges Mädchen aus der Arbeiterklasse. Für dieses Buch wurde sie unter anderem mit dem Aniarapriset, dem Stig Dagermanpriset, dem Siripriset und der Hedenvind-Plakette ausgezeichnet. Nach einer Übersetzung von Katrin Frey erschien das Buch 2004 im Piper Verlag unter dem deutschen Titel Das Leben ein Fest.
Bisher wurde ein Buch Johanssons verfilmt. Ihr 1991 erschienenes Kinderbuch Kattbreven wurde unter der Regie von Christina Olofson 2001 verfilmt und am 15. Dezember 2001 in deutscher Erstausstrahlung mit dem Titel Katzenjammer auf dem Kinderkanal gezeigt.
2022 wurde mit dem Elsiepriset ihr zu Ehren ein mit 20.000 Kronen dotierter Literaturpreis gestiftet, der jährlich an einen Autor verliehen wird, der ähnlich wie Elsie Johansson schreibt.

## Werke (Auswahl)
- Brorsan hade en vevgrammofon (1979)
- Potatisballader (1981)
- Kvinnan som mötte en hund (1984)
- Det bruna kuvertet (1985)
- Gå i mitt gräs (1987)
- Mormorsmysteriet (1987)
- Tigerfrukost (1989)
- Vardagstankar (1989)
- Oss skrämmer dom inte (1990)
- Kattbreven (1991)
- Ordens makt och maktens ord (1992)
- Lindansaren (1995)
- Guldmannen (1995)
- Glasfåglarna (1996)
  - Licht im Winter, Leipzig 2004
- Dikter 1979-1989 (1998)
- Mosippan (1998)
  - Mittsommertanz, München 2004, Piper Verlag, ISBN 3-492-04607-X
- Nancy (2001)
  - Das Leben ein Fest, München 2005, Piper Verlag, ISBN 978-3-492-04776-0
- Berättelsen om Nancy (2003)
- Näckrosträdet (2004)
- Sin ensamma kropp (2008)
- Då nu är jag (2011)

## Preise und Auszeichnungen (Auswahl)
- 1997: Ivar-Lo-Preis
- 1998: BMF-Plakette für Mosippan
- 2001: Stig-Dagerman-Preis
- 2002: Hedenvind-Plakette
- 2002: Aniara-Preis
- 2002: Litteris et Artibus
- 2009: Romanpreis des Schwedischen Radios für Sin ensamma kropp